# Kenji Yamamoto (compositor nascido em 1964)
Kenji Yamamoto (25 de abril de 1964) é um compositor japonês, conhecido por ser o compositor da trilha sonora de inúmeros jogos da nintendo.

## Discografia
Ele é crditado como o criador das seguintes trilhas-sonoras de jogos eletrônicos:
- 1987, Mike Tyson's Punch-Out!!
- 1988, Famicom Tantei Club: Kieta Kōkeisha
- 1989, Famicom Tantei Club Part II: Ushiro ni Tatsu Shōjo
- 1990, Radar Mission[1]
- 1994, Super Metroid (with Minako Hamano)
- 1995, Galactic Pinball
- 1999, Famicom Bunko: Hajimari no Mori
- 2001, Mario Kart: Super Circuit (sound support)
- 2002, Sakura Momoko no Ukiuki Carnival (sound support)
- 2002, Metroid Fusion (as sound designer)
- 2002, Metroid Prime (with Kouichi Kyuuma)
- 2004, Metroid Prime 2: Echoes
- 2004, Metroid: Zero Mission (with Minako Hamano)
- 2005, Advance Wars: Dual Strike (with Yoshito Hirano)
- 2005, Metroid Prime Pinball (with Masaru Tajima)
- 2006, Excite Truck (with Masaru Tajima)
- 2006, Metroid Prime Hunters (as sound supervisor)
- 2007, Metroid Prime 3: Corruption (with Minako Hamano and Masaru Tajima)
- 2010, Donkey Kong Country Returns [2] (with Minako Hamano, Masaru Tajima, Shinji Ushiroda, and Daisuke Matsuoka)

Ele também contribuiu, juntamente com outros compositores, para a trilha-sonora do jogo Super Smash Bros. Brawl.